# Istvan-Szilard Tasnadi
Tasnadi Istvan-Szilard (n. 13 martie 1991) este un senator român, ales în 2024 din partea UDMR.